# فکاهی خشک

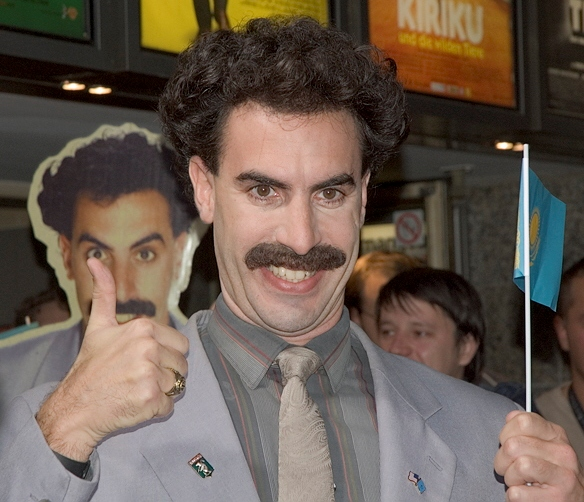
تظاهر به خندیدن

فکاهی خشک نمایش عامدانه بی‌تفاوتی احساسی یا عدم احساس، غالباً به‌عنوان شکلی از ارائه کمدی برای تضاد با مضحک یا پوچ بودن محتوی است. اینطور ارائه‌ای می‌خواهد بی‌پرده، گواژه‌گونه، موجز یا به‌ظاهر غیرعمدی باشد. کمدین تالار موسیقی، تی. دابلیو. برت که در دهه‌های ۱۸۸۰ و ۱۸۹۰ کار می‌کرد، به‌عنوان نخستین کسی که به مسلک فکاهی خشک کار می‌کرد، شناخته می‌شود که کاملاً بی‌حرکت و بدون لبخند می‌ایستاد.